# Pro Evolution Soccer 6
Pro Evolution Soccer 6 (também conhecido como World Soccer: Winning Eleven 10 para PS2, World Soccer: Winning Eleven 10 Ubiquitous Evolution para PSP, World Soccer: Winning Eleven DS para Nintendo DS e World Soccer: Winning Eleven X para Xbox 360 no Japão e Coreia do Sul, e Winning Eleven: Pro Evolution Soccer 2007 nos Estados Unidos) é um jogo eletrônico de futebol e a sexta edição da série Pro Evolution Soccer (PES), que é também conhecida por Winning Eleven sobretudo no Japão e nos Estados Unidos, produzida pela Konami. Foi a última edição numerada da série, com as edições seguintes passando a trazer o ano correspondente à temporada vindoura.
O jogo é considerado o melhor simulador de futebol por inúmeras revistas da especialidade, ficando à frente do já conhecido FIFA 07 da série FIFA da EA Sports. Foi também o primeiro jogo da série a ser modificado, dando origem assim ao Bomba Patch.

## Modos de jogo
Neste jogo, é possível competir em várias ligas europeias licenciadas: Espanhola, Francesa, Italiana e Neerlandesa; em vários torneios envolvendo os clubes de cada país, ou pode ainda criar o seu próprio torneio com equipes ou seleções. Também existe o modo Master League, no qual o jogador se torna dirigente de um clube à sua escolha, com o objetivo de subir para a 1ª divisão, realiza contratações e eventualmente tenta conquistar também o título de campeão da liga. A equipe também estará envolvida tanto no torneio da Taça da Liga como nas competições da UEFA, para que assim se torne o melhor clube do mundo. Existe ainda o tradicional modo amistoso, onde se pode enfrentar um amigo numa rápida partida. Também existe a possibilidade de realizar uma simples disputa por pênaltis.

## Novidades
- Melhorias no controle dos jogadores, sendo estes mais realistas;
- Possibilidade de jogar em rede, novas opções na PES Shop, a inserção de um torneio especial: The Reebok Cup, isto porque o jogo é patrocinado pela Reebok, e ainda o International Challenge Mode que funciona como a Copa do Mundo FIFA, devendo o jogador convocar jogadores para passar pelas Eliminatórias continentais antes de disputar o torneio;
- Na versão japonesa há também o Nippon Challenge, que é essencialmente o mesmo modo do International Challenge, porém nele o jogador controla apenas a Seleção do Japão na disputa das Eliminatórias Asiáticas antes do Mundial;
- Modo Random Selection Match, no qual o jogador disputa uma "partida comemorativa" com jogadores selecionados aleatoriamente de uma liga ou continente, ou entre um máximo de quatro equipes diferentes.

## Jogadores nas capas
| - Alemanha: Adriano e Roque Santa Cruz - Austrália: John Aloisi - Espanha: Adriano e Cesc Fàbregas - França: Thierry Henry e Didier Drogba - Itália: Adriano e Luca Toni |  | - Polônia: Adriano e Maciej Żurawski - Portugal: Adriano e Deco - Reino Unido: Adriano e John Terry - Suécia: Adriano e Kim Källström |

## Equipes

### Clubes

#### Ligas licenciadas
| - Eredivisie - La Liga |  | - Ligue 1 (não licenciada na versão japonesa) - Serie A |

#### Clubes licenciados em ligas não licenciadas

##### Liga Inglesa
- Arsenal
- Manchester United (não licenciado na versão japonesa)

##### Liga Alemã (somente versão japonesa)
- Bayern de Munique

##### Outros clubes
| - Celtic - Rangers - Dínamo de Kiev - Bayern de Munique (incluso na Liga Alemã na versão japonesa) - Benfica (não licenciado na versão japonesa) - Porto - Sporting (não licenciado na versão japonesa) |  | - Copenhague - Juventus (incluso na Serie A na versão japonesa) - Olympiacos (não licenciado na versão japonesa) - Galatasaray - Rosenborg - Djurgårdens IF |

#### Clubes não licenciados

##### Liga Inglesa
| - West Midlands Village (Aston Villa) - Lancashire (Blackburn Rovers) - Middlebrook (Bolton Wanderers) - South East London Reds (Charlton Athletic) - London FC (Chelsea) (licenciado na versão japonesa) - Merseyside Blue (Everton) - West London White (Fulham) - Merseyside Red (Liverpool) - Man Blue (Manchester City) |  | - Teesside (Middlesbrough) - Tyneside (Newcastle United) - Pompy (Portsmouth) - Berkshire Blues (Reading) - South Yorkshire (Sheffield United) - North East London (Tottenham Hotspur) - Hertfordshire (Watford) - East London (West Ham) - Lancashire Athletic (Wigan Athletic) |

##### Outros clubes
NOTA: Nenhuma destas equipes possui jogadores com nomes reais.
| - AC Czech (Sparta Praga) - Athenakos FC (Panathinaikos) - Bruxelles (Anderlecht) - Caopolo (São Paulo) - Constanti (Fenerbahçe) |  | - FC Belgium (Club Brugge) - FC Bosphorus (Beşiktaş) - Pampas (River Plate) - Patagonia (Boca Juniors) |

#### Outros clubes
| - PES United - Team A |  | - WE United - Team R |

A versão japonesa mantém os mesmos clubes da temporada 2005–06 da edição anterior, com os mesmos contratos de licença da época, ou seja, a Ligue 1 (Liga Francesa) aparece sem nenhum clube licenciado, e ao invés do Manchester United, o Chelsea é um dos dois clubes ingleses licenciados, além do Arsenal.
Por outro lado, a Bundesliga (Liga Alemã) continua presente no jogo, somente com o Bayern de Munique licenciado, e a Juventus ainda faz parte da Serie A italiana. Por conta disso também, o bloco "Outras Ligas C", contendo 18 equipes prontas para ser criadas, está ausente da versão japonesa.

### Seleções Nacionais
No jogo, há 57 seleções nacionais: 12 americanas, 5 asiáticas, 8 africanas e 32 europeias.

#### Licenciadas
| - Argentina - Austrália - Coreia do Sul - Espanha - França (não licenciada na versão japonesa) - Inglaterra |  | - Itália - Japão - Países Baixos - República Checa (não licenciada na versão japonesa) - Suécia |

#### Não licenciadas

##### Seleções Africanas
| - África do Sul1 - Angola - Camarões1 - Costa do Marfim |  | - Gana - Nigéria1 - Togo - Tunísia |

##### Seleções Asiáticas
| - Arábia Saudita |  | - Irã |

##### Seleções Europeias
| - Alemanha - Áustria1 - Bélgica1 - Bulgária - Croácia - Dinamarca1 - Escócia1 - Eslováquia - Eslovênia - Finlândia1 - Grécia1 - Hungria1 - Irlanda do Norte |  | - Letónia - Noruega1 - País de Gales - Polónia1 - Portugal1 - República da Irlanda1 - Romênia1 - Rússia1 - Sérvia e Montenegro - Suiça1 - Turquia - Ucrânia1 |

##### Seleções Norte e Centro-Americanas de Futebol
| - Costa Rica - Estados Unidos |  | - México1 - Trindade e Tobago |

##### Seleções Sul-Americanas de Futebol
| - Brasil1 - Chile1 - Colômbia - Equador1 |  | - Paraguai1 - Peru1 - Uruguai1 |

Nota

1 Estas equipes têm os jogadores com nomes verdadeiros

#### Seleções Exclusivas do Modo International Challenge
No modo International Challenge, o jogador poderá jogar em diversas zonas continentais para tentar a classificação para a Copa Internacional. Há quatro zonas continentais jogáveis, cada uma contendo seleções que não podem ser controladas nos outros modos de jogo. Todas possuem jogadores de nomes fictícios.

##### Zona Asiática (somente na versão japonesa)
| - Iraque - Uzbequistão - Coreia do Norte - Kuwait |  | - China - Bahrain - Emirados Árabes Unidos - Jordânia |

Nota: a seleção japonesa não pode ser selecionada no International Challenge, pois o modo Nippon Challenge é inteiramente dedicado à campanha da seleção. Ela pode, no entanto, ser selecionada como um dos adversários controlados pelo computador.

##### Zona Norte e Centro-Americana
| - Guatemala - Jamaica - Panamá - Honduras |

##### Zona Sul-Americana
- Bolívia
- Venezuela

##### Zona Europeia
- Israel
- Estônia
- Bósnia-Herzegovina

### Equipes clássicas
As seguintes equipes podem ser desbloqueadas na PES Shop, tendo para isso ter de as comprar por 1000 pontos:

| - Alemanha - Argentina - Brasil - França |  | - Inglaterra - Itália - Países Baixos |

## Estádios
Estádios incluídos no PS2:
| #  | Estádio                 | Nome real                | Local            | Bandeira       | Time                                     |
| -- | ----------------------- | ------------------------ | ---------------- | -------------- | ---------------------------------------- |
| 1  | Old Trafford            | Licenciado               | Europa           | Inglaterra     | Manchester United e Seleção Inglesa      |
| 2  | Highbury                | Licenciado               | Europa           | Inglaterra     | Arsenal                                  |
| 3  | Red Cauldron            | Anfield                  | Europa           | Inglaterra     | Liverpool                                |
| 4  | Magpie Park             | St. James' Park          | Europa           | Inglaterra     | Newcastle United                         |
| 5  | Stade Louis II          | Licenciado               | Europa           | Mónaco         | AS Monaco                                |
| 6  | Lutecia Park            | Parc des Princes         | Europa           | França         | Paris Saint-Germain e Seleção Francesa   |
| 7  | Massilia Stadium        | Stade Vélodrome          | Europa           | França         | Marseille                                |
| 8  | San Siro                | Licenciado               | Europa           | Itália         | Internazionale, Milan e Seleção Italiana |
| 9  | Delle Alpi              | Licenciado               | Europa           | Itália         | Juventus e Torino                        |
| 10 | Stadio Olimpico         | Licenciado               | Europa           | Itália         | Lazio e Roma                             |
| 11 | Stadio Ennio Tardini    | Licenciado               | Europa           | Itália         | Parma                                    |
| 12 | Borussia Stadium        | Signal Iduna Park        | Europa           | Alemanha       | Borussia Dortmund                        |
| 13 | Hauptstadtstadion       | Olympiastadion Berlin    | Europa           | Alemanha       | Hertha Berlin e Seleção Alemã            |
| 14 | Blautraum Stadion       | SchücoArena              | Europa           | Alemanha       | Arminia Bielefeld                        |
| 15 | Orange Arena            | Amsterdam ArenA          | Europa           | Países Baixos  | Ajax e Seleção Neerlandesa               |
| 16 | Rotterdam Stadion       | Stadion Feijenoord       | Europa           | Países Baixos  | Feyenoord                                |
| 17 | Santiago Bernabeu       | Licenciado               | Europa           | Espanha        | Real Madrid                              |
| 18 | Catalonia Stadium       | Camp Nou                 | Europa           | Espanha        | Barcelona e Seleção Espanhola            |
| 19 | Riazor                  | Licenciado               | Europa           | Espanha        | Deportivo La Coruña                      |
| 20 | Estadio Palo            | Mestalla                 | Europa           | Espanha        | Valencia                                 |
| 21 | Stockholm Arena         | Råsunda                  | Europa           | Suécia         | AIK e Seleção Sueca                      |
| 22 | Cuito Cuanavale         | Vodacom Park             | África           | África do Sul  | Bloemfontein Celtic                      |
| 23 | Diamond Stadium         | Newlands Stadium         | África           | África do Sul  | Seleção Sul-Africana                     |
| 24 | Estadio Gran Chaco      | La Bombonera             | América do Sul   | Argentina      | Boca Juniors e Seleção Argentina         |
| 25 | Amerigo Atlantis        | Columbus Crew Stadium    | America do Norte | Estados Unidos | Columbus Crew e Seleção Estadunidense    |
| 26 | Nakhon Ratchasima       | Busan Asiad Main Stadium | Ásia             | Coreia do Sul  | Busan IPark e Seleção Sul-Coreana        |
| 27 | Nangsoh Stadium         | Seoul World Cup Stadium  | Ásia             | Coreia do Sul  | FC Seoul                                 |
| 28 | Kanji Dome              | Sapporo Dome             | Ásia             | Japão          | Consadole Sapporo                        |
| 29 | Kusunoki-Mihama Stadium | Niigata Big Swan Stadium | Ásia             | Japão          | Albirex Niigata                          |
| 30 | Dietro Monte Stadium    | Kashima Soccer Stadium   | Ásia             | Japão          | Kashima Antlers                          |
| 31 | Porto Folio             | Nissan Stadium           | Ásia             | Japão          | Yokohama F. Marinos                      |
| 32 | Queens Land Park        | Osaka Nagai Stadium      | Ásia             | Japão          | Cerezo Osaka                             |
| 33 | Haze Hills              | Tokyo National Stadium   | Ásia             | Japão          | Nenhum                                   |
| 34 | Occhio Del Mar          | Ōita Big Eye Stadium     | Ásia             | Japão          | Oita Trinita                             |
| 35 | Ayase-Nakano Stadium    | Saitama Stadium 2002     | Ásia             | Japão          | Urawa Red Diamonds e Seleção Japonesa    |